# Willy Häntzschel
Willy Häntzschel (* 11. März 1906 in Postelwitz; † 18. September 1993 in Waltersdorf) war ein in der Sächsischen Schweiz aktiver deutscher Kletterer und Bergsteiger, der zu den besten Kletterern seiner Zeit gehörte.

## Leben
Häntzschel wurde als Sohn eines Schiffers geboren und erlernte das Tischlerhandwerk, in dem er 1938 seine Meisterprüfung absolvierte. Der Verlust zweier Finger bei einem Berufsunfall bewahrte ihn davor, im Krieg zur Wehrmacht eingezogen zu werden. Ab 1945 war er zunächst als selbstständiger Tischler, ab 1950 in der Möbelindustrie tätig.
Im Alter von 16 Jahren hatte Häntzschel mit dem Klettern begonnen. Aber erst mit 27 Jahren absolvierte er seine erste Erstbegehung im Klettergebiet Sächsische Schweiz an der Fluchtwand. Insgesamt gehen 21 Erstbegehungen auf sein Konto, die letzte absolvierte er mit bereits 45 Jahren. Erste bedeutende Tour war der nach ihm benannte Häntzschelweg am Falkenstein im Jahr 1933.
Herausragende Leistung von Häntzschel war die erstmalige Durchsteigung der Nordwand am Schrammtorwächter in den Schrammsteinen. Die Nordwand gehörte in den 1930er Jahren klettertechnisch zu den „drei letzten großen Problemen“ in der Sächsischen Schweiz. Bereits seit Anfang der 1920er Jahre hatten verschiedene Bergsteiger erfolglos versucht, diese steile, von bauchigen Wülsten und Rissen durchsetzte Wand zu ersteigen, darunter auch Emanuel Strubich. Nach mehreren Versuchen gelang schließlich Häntzschel am 13. September 1936 die Durchsteigung des gesamten Kletterwegs mit Hilfe mehrerer Unterstützungstellen (eines menschlichen Steigbaumes). Mit dem heutigen Schwierigkeitsgrad VIIIb (UIAA VII) war dies zur damaligen Zeit eine der weltweit schwersten Routen. Häntzschel hatte zur Sicherung insgesamt fünf Sicherungsringe verwendet, was dem Weg zunächst aufgrund der olympischen Ringe – im gleichen Jahr hatten die Olympischen Sommerspiele in Berlin stattgefunden – den Namen Olympiawand einbrachte. An der Zahl der Ringe entzündete sich allerdings auch Kritik, da die Ringabstände nicht den damals geltenden Sächsischen Kletterregeln entsprachen. Zwei der Sicherungsringe wurden daraufhin wieder entfernt.
Nach dem Ende seiner eigenen Laufbahn als Erstbegeher war Häntzschel noch als Mentor jüngerer Bergsteiger aktiv, so unter anderem bei Bernd Arnold. 1988 benannte der tschechische Kletterer Petr Prachtel eine Routenvariante in der Nordwand des Schrammtorwächters zu seinen Ehren Hommage à Willy Häntzschel (Schwierigkeit IXa).
Bereits vor dem Krieg war Willy Häntzschel Mitglied im Sächsischen Bergsteigerbund gewesen. Nach dessen Neugründung wurde er 1990 zum Ehrenmitglied ernannt.

## Wichtige Erstbegehungen
- Häntzschelweg an der Fluchtwand (VIIa)
- Häntzschelweg am Falkenstein (VIIb)
- Herbstweg am Hohen Torstein (VIIIa)
- Nordwand am Schrammtorwächter (VIIIb)
- Jubiläumsweg an der Zinne (VIIc)
- Nordostwand am Winklerturm (VIIIa)